# Marle, Aisne

Marle este o comună în departamentul Aisne din nordul Franței. În 1 ianuarie 2022 avea o populație de 2.224 de locuitori.